# Hichem Maouche
Hichem Maouche est un boxeur algérien né le 5 mars 2001.

## Carrière
Hichem Maouche remporte la médaille de bronze dans la catégorie des moins de 54 kg aux championnats d'Afrique de boxe amateur 2022 à Maputo.